# Zgonc
Zgonc [t͡s'ɡɔnt͡s] ist eine österreichische Fachmarktkette für Werkzeuge, Maschinen, Bau- und Gartengeräte.

## Geschichte
Das heutige Unternehmen Zgonc geht auf den kleinen elterlichen Betrieb, ein Geschäft für Werkzeuge und Maschinen, in der Hahngasse 33 im 9. Wiener Bezirk zurück. In diesem Kleinbetrieb erhielt Peter Zgonc die Ausbildung zum Großhandelskaufmann, die für ihn der Grundstock für die Expansion des elterlichen Betriebes wurde.
Im Jahr 1957 wurde von Zgonc in St. Pölten die erste Filiale eröffnet. Ab 1975 folgten die ersten weiteren Filialen in Leonding, St. Andrä-Wördern und 1979 in Gerasdorf. Im selben Jahr wurde neben der Autobahnabfahrt Sankt Marx im 3. Wiener Bezirk Landstraße ein neues Haus errichtet, in dem neben der Verkaufsfläche das Zentrallager und die Verwaltung untergebracht wurde. Mit 7. September 1983 erfolgte die Umwandlung des Unternehmens in eine GmbH und firmierte unter Zgonc Handelsgesellschaft m.b.H. mit Firmensitz Wien, an der Adresse Modecenterstraße 3.
Das Unternehmen expandierte im Laufe der weiteren Jahre vor allem im Großraum Wien, in Nieder- und Oberösterreich und in der Steiermark. Zu klein gewordene Filialen wurden geschlossen und an anderen Orten neu eröffnet. Mit 31. Dezember 2005 wurde in den aktuellen Namen ZGONC Handel GmbH umfirmiert, die Gesellschaft steht zu 100 % im Besitz der Peter Zgonc Privatstiftung, beschäftigt sind im Jahr 2017 über 350 Mitarbeiter. Am 25. September 2008 wurde am Klagenfurter Südring, nahe der Völkermarkter Straße, die erste Filiale in Kärnten und damit die insgesamt 16. Filiale eröffnet. Am 25. November 2010 wurde die nächste Kärntner Filiale in Villach eröffnet. Am 24. Oktober 2017 verstarb Peter Zgonc im Alter von 78 Jahren.
Seit 2012 erweitert das Unternehmen sein Filialnetz durch den Aufbau einer neuen Shopkette, welche sich durch ein spezialisierteres Angebot von den bisherigen Großfilialen unterscheiden. Der erste dieser Shops wurde am 24. Mai 2012 in Eisenstadt eröffnet. Es folgten Eröffnungen in Oberwart, Mühldorf bei Feldbach, Liezen, Gralla und Vöcklabruck. Seit April 2015 gibt es einen Shop in Amstetten, März 2016 folgte Neusiedl am See, 2017 Ansfelden und Braunau am Inn. 2018 eröffneten Shops in Horn, Deutschlandsberg und Zwettl, 2019 Shops in Mistelbach, Wolfsberg, Salzburg und Spittal, 2020 in Voitsberg. Mit 2025 hat ZGONC Handel GmbH 38 Filialen und Shops in Österreich.
Warenimporte erfolgen aus Italien und Deutschland, aus den USA und dem Fernen Osten. Mit den Labels "Yellow ProfiLine" und "Yellow GardenLine" führt das Unternehmen zwei Eigenmarken im Preiseinstiegssegment.

## Werbung
Bekannt ist das Unternehmen durch die intensive Werbung, die sowohl durch regelmäßige Postwurfsendungen als auch im Rundfunk immer durchgeführt wird. Bekannt ist dabei der seit vielen Jahren unveränderte Ausspruch von „Wenn er’s nur aushält, der Zgonc“, wie der dann folgende, noch bekanntere Nachsatz: „Raunz’ ned, kauf!“. Diese beiden Aussprüche werden oft auch als Synonyme für vorgetäuschtes oder ironisch gemeintes Mitleid verwendet und haben sich damit bereits als Redewendung etabliert. Auch in einer Parlamentsrede wurde der Werbespruch wiederholt, der vorher bereits von Bundeskanzler Schüssel getätigt wurde. Im Jahr 2006 lag Zgonc in der Werbewirksamkeitsstudie seines Mitbewerbers BauMax an vierter Stelle in Österreich. Seit 2014 besteht eine Kooperation mit dem ehemaligen Skirennfahrer und ORF-Kommentator Hans Knauß, der als Sprecher in Radiospots auftritt und als Markenbotschafter fungiert. Zgonc trat bei der Ski-WM 2023 als Hauptsponsor auf, ebenso wie bei der Ski-WM 2025 in Saalbach.